# Księstwo Turowskie

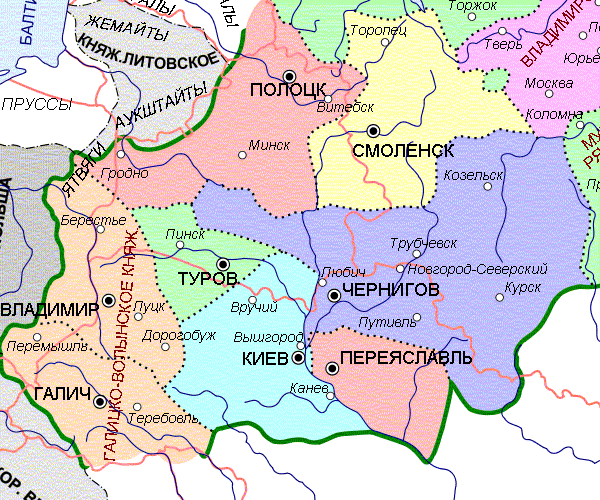
Księstwo Turowskie w 1237 roku (kolor zielony)

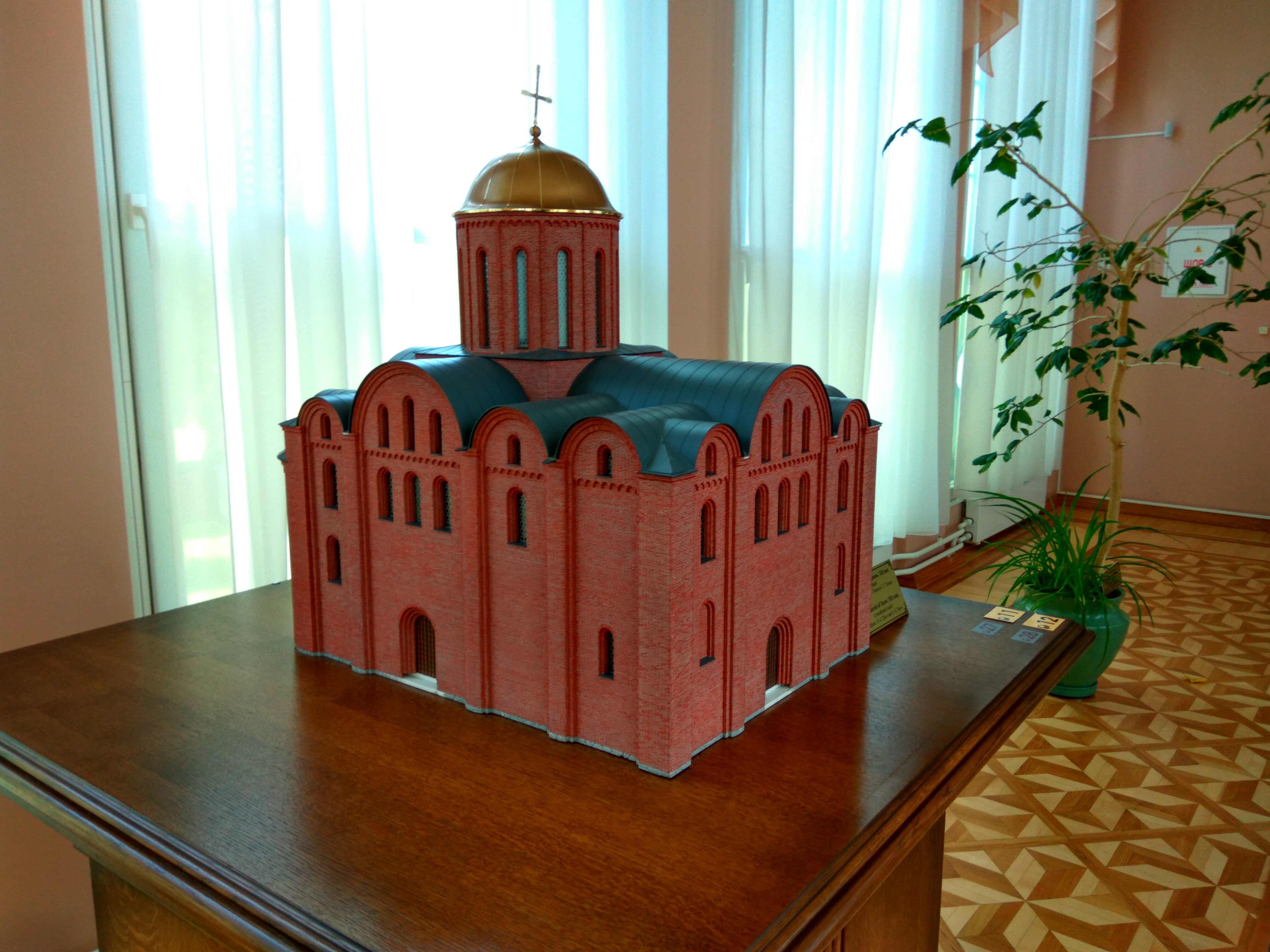
Model przedstawiający przypuszczalny wygląd cerkwi w Turowie

Księstwo Turowskie (od końca XII wieku do początku XIII wieku Księstwo Turowsko-Pińskie) – księstwo z ośrodkiem stołecznym w Turowie, istniejące od X/XI do XIV wieku na Polesiu i rozciągające się wzdłuż środkowego i dolnego biegu Prypeci. 

## Historia
Większość terytorium księstwa było zamieszkiwane przez plemię przez Dregowiczów, dlatego można je wiązać jego początki z istniejącym organizmem plemiennym tego ludu. Mniejsza część księstwa na południu obejmowała terytoria zajmowane przez plemię Drewlan. Głównym miastem księstwa był Turów, wzmiankowany po raz pierwszy w kronice w 980 roku. Do połowy XII wieku księstwo turowskie funkcjonowało okresowo w ścisłej zależności od Kijowa, jako terytorium oddawane w okresowe władanie krewnym przez księcia kijowskiego. W XII wieku od księstwa turowskiego odłączono Brześć przyłączony do Księstwa halicko-wołyńskiego, jednak przypuszczalnie gród ten nie był wcześniej trwale związany z Księstwem turowskim będąc pod okresowym zwierzchnictwem państwa Piastów. Po 1155 roku od księstwa turowskiego odpadł Kleck, Słuck i Mozyrz, które przeszły we władanie czernihowskich książąt z linii Olegowiczów. 
Początkiem niezależności księstwa były wydarzenia z 1158 roku, gdy książę Jerzy Jarosławowicz opanował księstwo turowskie i odparł wyprawę księcia kijowskiego, a tym samym uniezależnił księstwo od Kijowa. W tym okresie w Turowie powstał murowany Sobór Zaśnięcia Matki Bożej, którego fundamenty odkrył w 1963 roku archeolog Michaił Kargier. Przypuszczalnie była ona ośrodkiem eparchii turowsko-pińskiej i przypominał Sobór Uspieński we Włodzimierzu Wołyńskim. W tym także czasie w XII wieku większe znaczenie zaczął zyskiwać położony ponad 150 km na zachód ośrodek grodowy w Pińsku. Pod koniec XII wieku z księstwa turowskiego wyodrębniło się małe księstwo z siedzibą w Dąbrowicy (Dubrowicy). Na początku XIII wieku od księstwa turowskiego uniezależniło się Księstwo pińskie.
W XIV wieku Turów został zniszczony przez Mongołów, a następnie podbity przez Wielkie Księstwo Litewskie i nie odgrywał w późniejszym okresie dużej roli i funkcję głównego ośrodka administracyjnego na Polesiu przejął położony na zachodzie Pińsk, gdzie przeniesiono też siedzibę eparchii.
Księstwo posiadało charakter odrębnej jednostki administracyjnej tej samej rangi co Księstwa Kleckie, Dawidgódeckie i Słuckie. Na początku XVI wieku należało do książąt Glińskich, a po ich buncie zostało przekazane książętom Ostrogskim. W następnych wiekach, przez odłączanie kolejnych dóbr było traktowane jako hrabstwo. Ordynację Ostrogską i dobra turowskie dziedziczyli kolejno książęta Zasławscy i Lubomirscy. Ci ostatni, pod koniec XVII w. sprzedali Turów, który następnie, w ciągu XVIII w. jeszcze kilkakrotnie zmieniał właścicieli, należąc m.in. do Sapiehów, Czartoryskich i Ogińskich. Przed samymi rozbiorami znalazł się w rękach Sołłohubów.

## Książętaturowscy
- Światopełk I Przeklęty (980–1010)
  - część księstwa kijowskiego (1010/1015?-ok.1045)
- Izjasław I (ok. 1045–1054)
  - część księstwa kijowskiego (1054–1078)
- Jaropełk Piotr (1078–1087)
- Świętopełk II (1087–1094)
- Wiaczesław Jaropełkowicz (1094–1104/1105)
  - część księstwa kijowskiego (1105–1125)
- Wiaczesław Monomachowicz (1125–1132)
- Izjasław II Monomachowicz (1133–1134)
- Wiaczesław Monomachowicz (1134–1141)

- Wiaczesław Monomachowicz (1142–1146)

- Andrzej I Bogolubski (1150–1151)

- Borys I (1155–1157)
- Jurij Jarosławowicz (1157–1167)
- Iwan Juriewicz (1167–1190)
- Gleb (1190–1195)
- Iwan Juriewicz (1195–1207)
- Rościsław Glebowicz (1207–1228)
- Jerzy Włodzimierzowicz (?-1292)
- Dymitr Juriewicz (1292-)
- Daniel Dymitrowicz (?-po 1366)

## Książętapińscy
- Jarosław Juriewicz (-1184-)
- Włodzimierz Glebowicz (-1228-)
- Rościsław Włodzimierzowicz (-1242-)
- Fiodor Włodzimierzowicz (-1262-)
- Jerzy Włodzimierzowicz (-1292)
- Demid Włodzimierzowicz (1292-po 1292)
- Jarosław Juriewicz (po 1292-)
- Jerzy Dymitrowicz
- Giedymin (1320- ?)
- Narymunt Gleb (1340–1348)
- Michał Glebowicz Narymuntowicz (1348-?)
- Wasyl Michajłowicz Narymuntowicz (XIV w.)
- Jerzy Nos Wasylewicz Narymuntowicz (przed 1398- po 1410)
- Jerzy Semenowicz (po 1440-przed 1471)
- Maria Olelkowicz (1471–1501)
- Wasyl Olelkowicz (1480–1495)
- Fiodor Iwanowicz Jarosławicz (1501–1521)

## Książętakleccy
- Wiaczesław Jarosławicz (1127- ?)

- Michał Zygmuntowicz (1442–1452)

## Książętasłucko-kopylscy
- Jarosław Izasławowicz? (1148)
- Światosław Olegowicz (1148–1162)
- Włodzimierz Mścisławowicz (1162–1164)?

- Włodzimierz Olgierdowicz (1395–1398)
- Aleksander Olelko (1398–1454)
- Michał Olelkowicz (1454–1470/1481)
- Szymon I Olelkowicz (1481–1505)
- Jerzy I Olelkowicz (1505–1542)
- Szymon II Olelkowicz (1542–1560)
- Jerzy II Olelkowicz (1560–1572)
- Jerzy III Olelkowicz (1572–1586)

## Książętadąbrowieccy
- Iwan Juriewicz (1166–1182)?
- Gleb Juriewicz (1182–1190)
- Aleksander Glebowicz (1190–1223)